# Sīr Kan
Sīr Kan (persiska: شير خان, سير كَند, شِرخان, سير كن) är en ort i Iran.   Den ligger i provinsen Markazi, i den centrala delen av landet, 260 km sydväst om huvudstaden Teheran. Sīr Kan ligger 2 180 meter över havet och antalet invånare är 191.
Terrängen runt Sīr Kan är kuperad.Runt Sīr Kan är det ganska tätbefolkat, med 62 invånare per kvadratkilometer. Närmaste större samhälle är Arak, 18,0 km norr om Sīr Kan. Trakten runt Sīr Kan består i huvudsak av gräsmarker.